# La fenice/Guance bianche
La fenice/Guance bianche è il primo e unico singolo del cantante italiano Santandrea, pubblicato nel 1984 come estratto dall'album Santandrea.

## Descrizione
Il singolo, arrangiato da Amedeo Tommasi e prodotto da Monna Lisa Edizioni Musicali S.r.l., è stato pubblicato nel 1984 dall'etichetta discografica Fonit Cetra in un'unica edizione in formato 7" a 45 giri, con numero di catalogo SP 1809. La traccia presente sul lato A, La fenice, è stata composta da Riccardo Cocciante su testo dello stesso Santandrea. La traccia presente sul lato B, Guance bianche, è invece interamente opera dello stesso Santandrea.
Il brano La fenice è stato cantato da Santandrea al Festival di Sanremo del 1984, non classificandosi in finale, ma ricevendo il Premio della Critica del Festival della canzone italiana "Mia Martini" nella sezione Nuove Proposte.

## Tracce
1. La fenice – 3:17 (testo: Santandrea – musica: Riccardo Cocciante)
2. Guance bianche – 3:04 (Santandrea)

Durata totale: 6:21

## Riconoscimenti
- Festival di Sanremo
  - 1984 - Premio della critica - Sezione Nuove Proposte